# 西奧·貝爾
西洛尼乌斯·「西奧」·貝爾（/θəˈlɑniəs θiˈoʊ bɛɚ/；1999年8月27日—）是一名加拿大足球員，在場上司職前鋒。

## 生平

### 俱樂部生涯
2022年1月，貝爾被交易到蘇超球隊圣庄士东，並簽約到2023-2024賽季結束。他在2月9日對陣圣米伦得比賽上首次登場。10月5日，貝爾在對陣基马诺克的比賽中為聖莊士東攻入第一顆入球。2023年5月，聖莊士東決定把貝爾掛牌出售。7月4日，貝爾和聖莊士東經協商提前終止合約。
2023年8月，貝爾轉投马瑟韦尔，並和俱樂部簽下兩年合同。他在8月5日對陣邓迪的賽季揭幕戰上第一次登場。

### 國家隊生涯
2020年1月，貝爾入選加拿大男足挑戰巴巴多斯和冰島的友誼賽大名單，這是他第一次入選大國家隊名單。他1月7日對陣巴巴多斯的比賽上完成大國家隊首秀。
2024年1月，貝爾入選加拿大男足出戰2024年美洲國家盃的大名單。他在對陣烏拉圭的季軍戰的第77分鐘替換奧索里奧上陣。